# Иващино
Иващино (укр. Іващине; до 2025 года — Ивашкино) — село в Ольховатской сельской общине Купянского района Харьковской области Украины.
Код КОАТУУ — 6321484011. Население по переписи 2001 г. составляет 19 (7/12 м/ж) человек.

## Географическое положение
Село Ивашкино находится возле балки Селиванов яр, по которой протекает пересыхающий ручей и на котором сделана запруда.
Село примыкает к селу Устиновка.

## История
- 1799 — дата основания.
- До 17 июля 2020 года село входило в Ольховатский сельский совет, Великобурлукский район, Харьковская область.